# 強烈熱帶風暴尤特 (2001年)
強烈熱帶風暴尤特（英語：Severe Tropical Storm Utor，國際編號：0104，聯合颱風警報中心：06W，菲律賓大氣地球物理和天文管理局：Feria）為2001年太平洋颱風季第四個被命名的風暴。「尤特」一名由美國提供，在馬紹爾語中有颮線之意。尤特令香港和澳門懸掛21世紀首次的八號烈風或暴風信號及八號風球。

## 發展過程
7月1日UTC6時，一熱帶低氣壓在帕勞以東海面上生成。該熱帶低氣壓向北方向移動。7月2日協調世界時0時，該熱帶低氣壓在雅蒲島西北面增強為熱帶風暴，並命名為尤特。尤特轉向西北方向移動，強度逐漸增強。7月3日協調世界時6時，尤特在呂宋島以東增強為強烈熱帶風暴。尤特保持強烈熱帶風暴的強度進入南海，直到7月5日登陸中國南部。7月5日協調世界時23時50分，尤特在廣東省惠州市惠東縣平海鎮（官方公佈只是說明於「汕尾市一帶或海豐和惠東交界的沿海地區」）登陸。7月6日協調世界時0時，尤特減弱為熱帶風暴。尤特向西移動，其廣闊風眼更先後掠過惠州﹑東莞﹑廣州﹑佛山和肇慶。協調世界時12時，尤特繼續減弱為熱帶低氣壓。7月7日協調世界時6時，尤特在廣西完全消散。

## 影響

### 臺灣
當地發佈之颱風警報：海上陸上颱風警報
7月3日下午2時45分，中央氣象局發布海上颱風警報。下午8時30分，中央氣象局發布陸上颱風警報。
7月5日下午5時10分，中央氣象局解除陸上颱風警報。下午11時10分，中央氣象局解除海上颱風警報。

#### 災情
多處鐵、公路受損交通中斷。有1人死亡。農林漁牧損失近1億元。

### 中国大陆
灾情主要集中在粤东汕尾、惠州、揭阳、汕头、潮州、梅州等市。粤东普降大到暴雨，局地大暴雨，多条河流出现数十年一遇的高水位。同时“尤特”登陆恰逢天文大潮，受风暴潮的影响，惠州、汕尾等地沿海地区出现海水倒灌的情况。多个市县内涝严重，供水供电中断。全广东省受灾人口近600万人，倒塌房屋4700间。
随着“尤特”向西北方向移动，珠三角、粤西、广西等地也接连出现强降雨，与强热带风暴榴莲的影响范围叠加，导致西江、北江流域发生洪水，尤以邕江流经的南宁为重。

### 香港
當地懸掛最高熱帶氣旋警告信號： 八號東北烈風或暴風信號 /  八號西北烈風或暴風信號 /  八號西南烈風或暴風信號
最接近當地時間：7月6日上午10時
最接近當地方向及距離：香港天文台總部以北約80公里
7月4日，尤特橫過呂宋海峽；趨向南海北部，但尤特廣闊環流已令西部地區受清勁西北風影響，流浮山中午時最高十分鐘持續風速達到每小時40公里。當尤特進入香港800公里警戒線時，香港天文台在下午5時45分懸掛一號戒備信號，當時尤特位於香港東南偏東約790公里，香港當時已開始受其外圍之風場影響，轉吹清勁偏北風及有煙霞，由於尤特的路徑幾乎直指香港附近，因此當時天文台罕有地在首篇熱帶氣旋警報中便指「明早懸掛三號強風信號的機會甚高。」香港受尤特的下沉氣流影響，同時西北風把內陸的乾熱空氣吹至廣東沿岸，7月5日凌晨時份天氣酷熱，氣溫高達33度，濕度降至50%以下，並有煙霞。
7月5日，尤特在當日清晨進入南海，它的移動速度在靠近廣東沿岸時減慢至每小時25公里。隨著尤特逐漸靠近廣東沿岸，天文台在上午10時45分改掛三號強風信號，當時尤特位於香港東南偏東約460公里。當日下午天氣開始轉壞，間中有狂風驟雨及有幾陣雷暴。而尤特亦受華南地型及輻散轉差影響，呈減弱之勢；尤特北半圓的環流減弱十分明顯，系統的風場及環流直徑均呈縮小之勢，所以港內風力仍然較弱。由於當日尤特繼續移近香港，天文台在晚上7時30分改掛八號東北烈風或暴風信號，為21世紀第一次的八號信號，當時尤特位於香港東南偏東約290公里，由於地型屏蔽和尤特的北半圓的環流不斷縮小，香港普遍風勢仍沒有明顯增強，香港進入尤特北半圓的強風圈一再延遲。天文台在晚上11時40分改掛八號西北烈風或暴風信號，當時尤特位於香港東南偏東約230公里，午夜後西北風才顯著增強至強風程度。到日出後，尤特移至香港以東一百多公里並減弱為強烈熱帶風暴時，西部地區、離岸海域及高地風力才達到烈風程度，其中流浮山及天星碼頭錄得之最高每小時平均風速達每小時65及43公里。汲水門大橋錄得最高每小時平均風速達每小時68公里。在尤特的影響下，天文台於7月6日上午5時21分錄得最低瞬時海平面氣壓為980.6百帕斯卡。
天文台在7月6日上午9時40分改掛八號西南烈風或暴風信號。尤特在該日上午10時左右最接近香港，當時它位於天文台總部以北約80公里。隨着尤特遠離本港並且進一步減弱為熱帶風暴，香港風力逐漸減弱。天文台在7月6日下午1時40分改掛三號強風信號，當時尤特位於香港西北約110公里。由於尤特維持熱帶風暴強度橫過廣西，受太平洋副熱帶高壓脊西伸影響，加上華中脊場所構成的鞍型場，尤特的渦度得以維持，並表現出外圍風力較內圍強的季風低氣壓特徵。尤特南邊持續有深層對流發展，並北移為本港繼續帶來大雨。因應雨勢開始增強，天文台在下午12時30分發出黃色暴雨警告信號，並於下午6時發出山泥傾瀉警告。
7月6日入夜後，當尤特已進入廣東內陸及距離香港西北約200公里時，其外圍的強烈雨帶影響香港。香港風力再度回升，維多利亞港內風力回升至強風程度，而西部地區再度吹烈風，大部分氣象站風力甚至比八號信號懸掛時更高，離岸吹起偏南烈風至暴風，當晚，橫瀾島，長洲及赤蠟角錄得一小時最高平均風速達到每小時92，85及75公里，陣風更達每小時113，118及122公里；而港內啟德站則錄得一小時平均風速為每小時40公里。
7月7日，尤特移至距離香港400多公里的西北方處時，影響香港的低空急流才開始減弱並進一步遠離香港，天文台在上午11時20分除下所有熱帶氣旋警告信號。
在尤特影響香港期間，香港多處地區亦因強風和烈風關係發生棚架倒塌及大樹被吹倒，引致一人受傷。一艘油躉在屯門對開海面被大浪打沉，幸而船員獲救。貨櫃碼頭在七月六日下午被逼關閉，令葵涌附近地區交通出現擠塞。很多渡輪及巴士服務一度暫停，香港國際機場癱瘓近30小時，有超過300班航機受到影響。尤特為本港大部份地區帶來約150毫米雨量，大嶼山的雨勢最大，共錄得超過300毫米雨量。大雨引起的水浸報告有25宗。
尤特所帶來的大風及低氣壓，令本港在七月六日受風暴潮（即海平面比正常天文潮汐水位為高）影響，風暴潮加在該日早上的正常漲潮，令尖鼻咀在該早9至10時錄得3.6米的海平面高度，鰂魚涌則為3.4米。後者是自1962年颱風溫黛襲港以來維港錄得的最高海平面高度。根據天文台紀錄，自1947年以來，鰂魚涌共有13次錄得超過3米的海平面高度。風暴潮引致七月六日在大澳及新界西北地區嚴重水浸，部份村民經濟損失慘重。大澳有些主要街道變為河道，水深一度達三米。部份棚屋最低一層完全被淹浸，共有四人被困，需由消防員救出。流浮山的海鮮批發市場亦被海水淹浸，很多商舖被逼關閉。一艘木船被海潮沖上岸。后海灣沿岸一些村落水深及腰，超過30名村民被困，需由消防員救離。部份村民表示這次水浸是近40至50年來最嚴重的。上環一帶亦出現海水倒灌，海水由水渠口湧出，倒流返地面，引致部份街道水浸。據報永樂街水深超過半米。海水亦沖上堅尼地城海旁，一名司機被困車內，需消防員救出。

### 澳門
當地懸掛最高熱帶氣旋警告信號： 八號西北風球 /  八號西南風球
- 與當地之最近距離：澳門以北約90公里

7月1日早上，在西北太平洋上（北緯7.1度、東經138.2度）有壹熱帶低氣壓形成，並向北至西北偏北方向移動。翌日早上8時，在北緯10.6度、東經137.4度的地方，增強為熱帶風暴，並獲命名「尤特」，編號0104，其中心氣壓為990百帕斯卡，接近中心最高風力為每小時75公里，轉向西北至西北偏西方向前進，趨向菲律賓。7月3日凌晨，在其西北路徑上加強為強烈熱帶風暴（北緯 13.4 度、東經133.6度）， 其中心氣壓為985百帕斯卡，接近中心最高風力為每小時92公里，繼續趨向呂宋及台灣之間的海域；至下午2時，在馬尼拉以東約960公里的海面上（北緯15.3度、東經129.5度）增強為颱風，其中心氣壓降至970百帕斯卡，接近中心最高風力達每小時121公里。尤特於7月4日橫越呂宋以北的巴林坦海峽時持續強勁，中心氣壓曾降至964百帕斯卡，接近中心最高風力強達每小時130公里。進入中國南海後，繼續向西北至西北偏西移動，趨向澳門以東的華南沿岸；經過東沙後，於7月6日凌晨開始略為減弱，並逐漸逼近珠江三角洲。氣象局在當日上午7時懸掛八號西北風球。懸掛21世紀第一個八號風球，早上8時尤特在澳門以東約180公里的廣東沿岸海域（北緯22.2度、東經115.3度）減弱為強烈熱帶風暴，於早上9時30分在汕尾附近登陸，氣象局在上午11時許改掛八號西南風球。尤特在澳門以北約90公里的廣東省內（北緯22.9度、東經 113.7度）再次減弱為熱帶風暴，並開始遠離澳門，氣象局在下午2時改掛三號風球，傍晚開始，澳門開始降下大雨，氣象局在晚上6時39分發出紅色暴雨警告信號，隨後在晚上10時發出黑色暴雨警告信號。直至晚上11時40分轉為發出紅色暴雨警告信號，最後在7月7日日零晨4時取消所有暴雨警告信號，大潭山總部兩日累積雨量達到258.6毫米。尤特於7月7日在中國內陸再次減弱為熱帶低氣壓，氣象局在下午4時除下所有風球；至7月8日傍晚完全消散。

## 熱帶氣旋信號使用記錄
| 香港天文台 熱帶氣旋警告信號 | 香港天文台 熱帶氣旋警告信號 | 香港天文台 熱帶氣旋警告信號 |
| --------------------------- | --------------------------- | --------------------------- |
| 上一熱帶氣旋                | 一號戒備信號                | 下一熱帶氣旋                |
| 颱風榴槤                    | 一號戒備信號                | 颱風玉兔                    |
| 颱風榴槤                    | 三號強風信號                | 颱風玉兔                    |
| 颱風瑪姬                    | 八號東北烈風或暴風信號      | 颱風玉兔                    |
| 強烈熱帶風暴錦雯            | 八號西北烈風或暴風信號      | 強颱風杜鵑                  |
| 強烈熱帶風暴錦雯            | 八號西南烈風或暴風信號      | 強颱風杜鵑                  |
| 強烈熱帶風暴錦雯            | 八號烈風或暴風信號          | 颱風玉兔                    |

| 澳門氣象局 熱帶氣旋信號 | 澳門氣象局 熱帶氣旋信號 | 澳門氣象局 熱帶氣旋信號 |
| ----------------------- | ----------------------- | ----------------------- |
| 上一熱帶氣旋            | 一號風球                | 下一熱帶氣旋            |
| 颱風榴槤                | 一號風球                | 颱風玉兔                |
| 颱風榴槤                | 三號風球                | 颱風玉兔                |
| 颱風約克                | 八號西北風球            | 颱風杜鵑                |
| 颱風約克                | 八號西南風球            | 颱風杜鵑                |
| 颱風約克                | 八號風球                | 強烈熱帶風暴黑格比      |

## 外部連結
- （日語）http://www.jma.go.jp/ （页面存档备份，存于） 日本氣象廳首頁
- （英文）http://www.usno.navy.mil/JTWC/ （页面存档备份，存于） 聯合颱風警報中心首頁
- （简体中文）https://web.archive.org/web/20120928121548/http://www.nmc.gov.cn/ 中央氣象台首頁
- （繁體中文）http://www.cwb.gov.tw/ （页面存档备份，存于） 中央氣象局首頁
- （繁體中文）http://www.hko.gov.hk/ （页面存档备份，存于） 香港天文台首頁
- （繁體中文）http://www.smg.gov.mo/ （页面存档备份，存于） 澳門地球物理暨氣象局首頁